# Paul Moucheraud

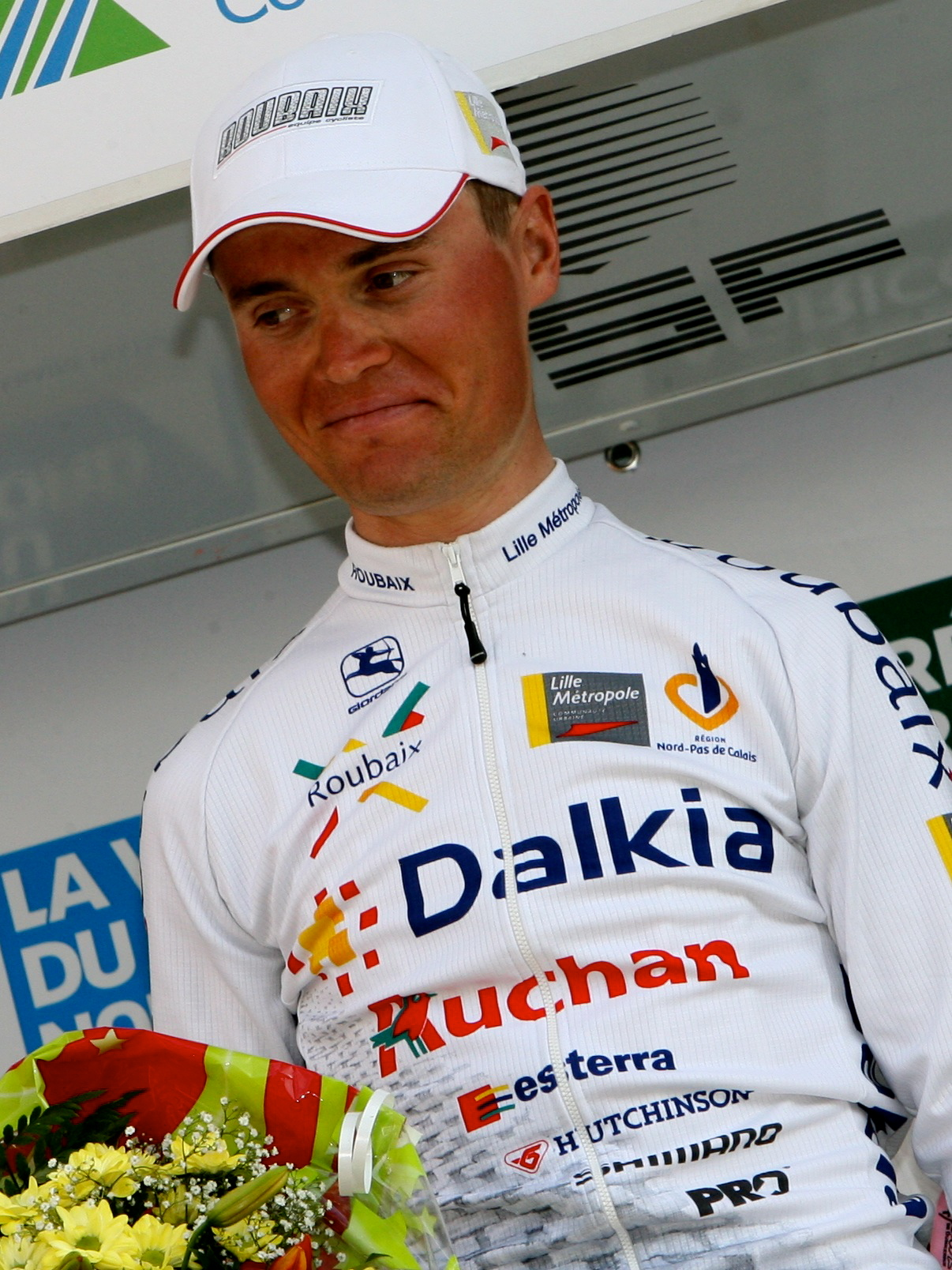
Paul Moucheraud bei den Vier Tagen von Dünkirchen 2008

Paul Moucheraud (* 14. September 1980 in Charenton-le-Pont) ist ein französischer Radrennfahrer.
Paul Moucheraud gewann 2006 eine Etappe bei der Tour de la Reunion und wurde dort Zweiter der Gesamtwertung. Im nächsten Jahr war er bei der Tour Alsace auf dem ersten Teilstück erfolgreich und wurde auch hier Zweiter in der Gesamtwertung. Ende des Jahres fuhr er für das französische ProTeam Ag2r Prévoyance als Stagiaire, bekam dort aber keinen Profivertrag. 2008 und 2009 fuhr Moucheraud für das Continental Team Roubaix Lille Métropole.

## Erfolge
2007
- eine Etappe Tour Alsace

## Teams
- 2007 Ag2r Prévoyance (Stagiaire)
- 2008 Roubaix Lille Métropole
- 2009 Roubaix Lille Métropole